# HD 52265
Citalá eller HD 52265 är en ensam stjärna belägen i den södra delen av stjärnbilden Enhörningen. Den har en skenbar magnitud av ca 6,29 och är mycket svagt synlig för blotta ögat där ljusföroreningar ej förekommer. Baserat på parallax enligt Gaia Data Release 2 på ca 12,3 mas, beräknas den befinna sig på ett avstånd på ca 98 ljusår (ca 30 parsek) från solen. Den rör sig bort från solen med en heliocentrisk radialhastighet på ca 54 km/s.

## Nomenklatur
HD 52265 gavs namnet Citalá av El Salvador i NameExoWorlds-kampanjen, under IAU:s 100-årsjubileum. Citalá betyder floden av stjärnor på det ursprungliga Nahuatspråket.

## Egenskaper
HD 52265 är en gul till vit underjättestjärna av spektralklass G0 III-IV. Den har en massa som är ca 1,2 solmassor, en radie som är lika med ca 1,3 solradier och har ungefär solens dubbla utstrålning av energi från dess fotosfär vid en effektiv temperatur på ca 6 200 K.

## Planetsystem
År 2000 meddelade teamet California and Carnegie Planet Search upptäckten av en exoplanet som kretsar runt HD 52265. Det upptäcktes oberoende även av teamet Geneva Extrasolar Planet Search. Planeten har en massa ≥1,21 ± 0,05 Jupitermassor och en omloppsperiod av 119,27 ± 0,02 dygn.